# دومينغو دراموند
دومينغو دراموند (بالإسبانية: Domingo Drummond) (14 أبريل 1957 ببورتو كورتيس في هندوراس - 23 يناير 2002 في هندوراس) هو مدرب كرة قدم ولاعب كرة قدم هندوراسي في مركز الدفاع، شارك في كأس العالم 1982. وشارك مع منتخب هندوراس لكرة القدم. أما مع النوادي، فقد لعب مع نادي بلاتنسي.

## وصلات خارجية
- دومينغو دراموند على موقع الاتحاد الدولي (مؤرشف)  (الإنجليزية)
- دومينغو دراموند على موقع قاعدة بيانات كرة القدم.إي يو (الإنجليزية)
- دومينغو دراموند على موقع ناشيونال فوتبول تيمز (الإنجليزية)
- دومينغو دراموند على موقع Soccerway.com (الإنجليزية)
- دومينغو دراموند على موقع عالم كرة القدم.نت (الإنجليزية)